# Redzed
Redzed (* 17. dubna 1998), vlastním jménem Zdeněk Veselý, je český rapper a hudební producent.
Je znám především pro svůj osobitý styl kombinování rapové hudby s žánry, jako je například nu metal, nebo klasický heavy metal. Toto kombinování žánrů postihuje jak instrumentální, tak vokální projev v jeho skladbách. Téměř v každé jeho skladbě jsou zakomponovány kytarové samply, které si sám nahrává, beaty si rovněž skládá a produkuje sám. Další specifickou vlastností Redzeda je to, že ačkoliv je svou národností Čech, tak ke psaní svých písní používá výhradně anglický jazyk. Sám to v rozhovoru odůvodnil tak, že mu angličtina připadá jako zvučnější jazyk a zároveň může říkat více naturalistické věci tak, aby se nad tím nikdo příliš nepozastavoval. Silná stránka jeho hudební koncepce nepochybně tkví v jeho žánrovém rozptylu, díky kterému má potenciál zaujmout široké spektrum posluchačů.[zdroj?]

## Biografie
Pochází z města Hustopeče v okrese Břeclav. Hudbě se začal věnovat okolo 14 let, když začal hrát na kytaru. Vyrůstal na Black Sabbath, Korn a jiných metalových kapelách, které ho v hudbě znatelně ovlivnily. Na střední škole měl první vlastní kapelu, se kterou zkoušel dělat covery na grungeovou a alternativní hudbu. Kapela se však rozpadla, což vedlo k založení nové. S touto už tvořil vlastní hudbu, která v sobě nesla prvky nu metalu. Následně se Redzed začal věnovat sólo tvorbě. Učil se sám skládat a produkovat beaty. V počátcích experimentoval s elektronickou hudbou a na svém SoundCloud profilu vydal první dva projekty, na nichž se objevily trapové a dubstepové beaty. Na svou přezdívku přišel spojením jmen dvou postav ze dvou jeho oblíbených filmů, a sice Red z Vykoupení z věznice Shawshank a Zed z Pulp Fiction. Poté si vytvořil YouTube kanál †REDZED†. Na něj nahrál v pořadí již třetí projekt s názvem „WHEN I WAS SO PARANOID“. Jedná se o mixtape s deseti tracky, slyšet na něm můžeme zpívané kytarové věci, trapové a dubstepové instrumentály, ale také první track s rapovou složkou – („Fuck Trap“). Rok 2017 otevřel albem „MELANCHOBOY1998“, šlo o podobný koncept, jako u předchozího počinu, tedy mix všeho, co Redzeda bavilo. Po těchto dvou projektech došlo u Redzeda k největšímu dosavadnímu progresu, když zapracoval na výslovnosti angličtiny a víceméně si ujasnil, kterým směrem povedou jeho další kroky.
Konec roku 2017 byl pro Redzeda klíčový. Na podzim odehrál ve Zlíně svůj první koncert a v prosinci se zapsal do povědomí fanoušků českého rapu, když jeho track „Dopamine“ sdílel rapper Protiva na sociálních médiích. Paradoxně se zrovna nejednalo o rapový song, ale pouhá skutečnost, že Čech dělá v angličtině undergroundovou hudbu, byla dostačující k tomu, aby se dostalo pozornosti i čerstvě vydanému albu „ECSTASY“. K trackům „Rampage“ a „mosh pit in my stomach“ vznikly i první videoklipy. Redzeda si tou dobou všiml také například MC Gey, což bylo rovněž příčinou přílivu mnoha nových fanoušků. Rok 2018 tedy odstartoval již s větší publicitou. Hodně lidí začalo obdivovat kombinaci Redzedových vlastností, které jsou na pohled výplodem inspirace od zahraničních rapperů a zpěváků. V komentářích na sociálních médiích byl označován za českého Ghostemanea, $crima, Lil Peepa, Kurta Cobaina, či dokonce Ozzy Osbournea. Většinou se jednalo o přirovnání s podpůrným úmyslem. Podobnost však neunikla ani haterům, jejichž vyjádření naopak nesla takové názory, jež zpochybňovaly originalitu Redzedových skladeb. Celkové hodnocení jeho tvorby je ale převážně pozitivní v Česku i ve světě. 
V březnu 2018 vyšlo další album s názvem „GERD“. Na něm se objevilo zajímavé jméno z americké Tampy, a to Tsunami J. V květnu toho roku Redzed šokoval fanoušky Scarlxrda, když vystupoval jakožto předskokan na jeho show v pražské MeetFactory. O další překvapení se postaral na letním Hip Hop Kempu, kde také nečekaně vystoupil. V tento moment už o Redzedovi vědělo opravdu velké množství lidí. Následně začal postupně vydávat singly, ze kterých se později skládala drtivá většina nadcházejícího alba „BOHEMIAN PSYCHO“. Hned na začátku roku 2019 se Redzed vypravil na „Cruci-Fiction Tour“, koncertní turné společně se slovenským rapperem RNZ a Sodomou Gomorou (ZNK) po celé České republice. Propojení fanoušků těchto zástupců temných žánrů se vydařilo, přestože se této konfrontace Redzed trochu bál. Podle jeho slov mu není tvorba Sodomy Gomory úplně blízká.
„BOHEMIAN PSYCHO“ vyšlo v březnu 2019, i jako fyzický nosič, dostupný na e-shopu ZNK. Na albu se kromě známých hitů jako „Straight Outta Flames“ a „Rave In The Grave“ nachází další americká stopa v podobě rappera Gizma na tracku „Ghoul“, který byl vzápětí vydán s videoklipem na YouTube kanálu TRASH 新 ドラゴン, ten je celosvětově proslulý a má přes dva miliony odběratelů. Později následovala řada singlů, mezi nimiž se vyrojily hity jako „My Bats Will Eat You“, „Alien“, nebo společný track s Billem $aberem – „Horror“. S nimi přišla i vlna vystoupení po velkých českých hudebních festivalech, která zahrnovala například Votvírák, nebo Rock for People. 13. září 2019 proběhlo v pražském Storm Clubu výjimečné setkání Redzeda s již zmiňovanými americkými hosty Gizmem a Billem $aberem v rámci vystoupení rappera Ramireze z labelu G*59 RECORDS. V říjnu vyšlo EP o třech písních nesoucí název „Cemetery Punk“, tou nejznámější z nich se stal převážně trapově znějící song „Meth Phonk“. V roce 2020 pak vyšlo další EP „Suicidal Hippie“ a ještě toho roku album „Drugs = Magic“. V roce 2021 vyšlo album „Junkie Sex Appeal“, na kterém se objevila píseň NOTORIOUS s „Chetta“ z labelu gray five nine, ve kterém jsou například „Suicideboys“. Roku 2022 vyšlo album „NOISE AT FUNERAL“. V roce 2023 se zúčastnil soutěže RED BULL SOUNDCLASH proti „Rest“, kterou sice nevyhrál, ale společně potom nahráli píseň GUILLOTINE. Začátkem roku 2024 vydal už svůj druhý cover na „Black Sabbath“ (první byl na WAR PIGS), ale tentokrát společně s „Acid Row“ na Into The Void. V srpnu roku 2024 vydal nové album s názvem „Tales Of Necromancer“ a v říjnu téhož roku vydal singl „Halloween Gravedigger“.

## Kapela
V průběhu roku 2020 se Redzed rozhodl rozšířit své hudební výstupy o živou kapelu. Do kapely se přidal bubeník Matěj Král, kytarista Bc. Richard Rondoš a hypeman Kryštof Pochylý.

## Diskografie

### 2016
- Illuminati Confirmed LP (Digital, Mixtape)
- UH! LP (Digital, Mixtape)
- Paranoid (Digital, Mixtape)

### 2017
- Melanchoboy1998 (Digital, EP)
- ECSTASY (Digital, Mixtape)

### 2018
- GERD (Digital, Mixtape)

### 2019
- Bohemian Psycho (CD, Kompilační album)
- Cemetry Punk EP (Digital, EP)

### 2020
- Suicidal Hippie EP (Digital, EP)
- Drugs = Magic Compilaton (Digital, Kompilační album)

### 2021
- Junkie Sex Appeal

### 2022
- Noise at a Funeral

### 2024
- Tales Of A Necromancer

## Nejpopulárnější skladby
- DRUGS = MAGIC[3]
- RAVE IN THE GRAVE[4]
- STRAIGHT OUTTA FLAMES[5]
- HEAVEN[6]
- SINISTER[7]
- MOSH PIT IN MY STOMACH[8]
- RAMPAGE[9]
- ANTICHRIST[10]
- COUNTING DAYS TILL SUICIDE[11]
- DEADBOY98[12]
- METH PHONK[13]
- NIGHTMARE[14]